# Jordan Perez
Jordan Perez (Gibraltár, 1986. november 13. –) gibraltári válogatott labdarúgó, az Europa játékosa.

## Sikerei, díjai
- Lincoln FC
  - Gibraltári bajnok: 2013–14
  - Rock Kupa: 2014
  - Gibraltári kupa: 2013–2014